# Borstvormige heuvel
Een borstvormige heuvel (Engels: Breast-shaped hill) is een berg in de vorm van een vrouwenborst. Sommige van dergelijke heuvels worden "Pap" genoemd, een Engels woord voor borst of tepel. Dergelijke antropomorfe geografische kenmerken zijn te vinden op verschillende plaatsen in de wereld en in sommige culturen werden ze vereerd als de kenmerken van de Moedergodin, zoals de Paps of Anu (Iers: Dá Chích Anann) nabij Killarney in County Kerry, genoemd naar Anu, een belangrijke vrouwelijke godheid in het pre-christelijke Ierland.
Men denkt dat de naam Mamucium die de naam van de stad Manchester heeft voortgebracht, is afgeleid van de Keltische taal en 'borstvormige heuvel' betekende, verwijzend naar de zandstenen klif waarop het fort stond. Later evolueerde dit naar de huidige naam Manchester.
In veel gevallen zijn borstvormige heuvels verbonden met lokale voorouderlijke verering van de borst als een symbool van vruchtbaarheid en welzijn. Het is niet ongewoon dat zeer oude archeologische vindplaatsen zich in of onder dergelijke heuvels bevinden, zoals op Samson (Scilly-eilanden), waar grote oude begraafplaatsen zijn, zowel op de North Hill als de South Hill, alsook in Burrén y Burrena in Aragon, Spanje, waar twee archeologische vindplaatsen uit de urnenveldencultuur (ijzertijd) onder de heuvels liggen.
Ook de mythen rond deze bergen zijn oud en duurzaam en sommigen zijn vastgelegd in de orale literatuur of geschreven teksten, zoals, op een niet-gespecificeerde locatie in Azië, was er een berg bekend als  "borstberg" met een grot waarin de boeddhistische monnik Bodhidharma een lange tijd in meditatie doorbracht.
Reizigers en cartografen veranderden in koloniale tijden vaak de voorouderlijke namen van dergelijke heuvels. De berg in New South Wales genaamd "Didhol" of "Dithol" (vrouwenborst) door de Aboriginals, werd omgedoopt in Pigeon House Mountain door kapitein James Cook tijdens zijn verkenning van de oostkust van Australië in 1770.
Mamelon (het Franse woord voor "tepel") is een Franse naam voor een borstvormige heuvel. Fort Mamelon was een beroemde heuvel die door de Russen werd versterkt en door de Fransen werd veroverd bij de belegering van Sebastopol tijdens de Krimoorlog in de jaren 1850. Het woord "mamelon" wordt ook in de vulkanologie gebruikt om een bepaalde rotsformatie van vulkanische oorsprong te beschrijven. De term werd bedacht door de Franse ontdekkingsreiziger en natuuronderzoeker Jean-Baptiste Bory de Saint-Vincent.

## Fotogalerij

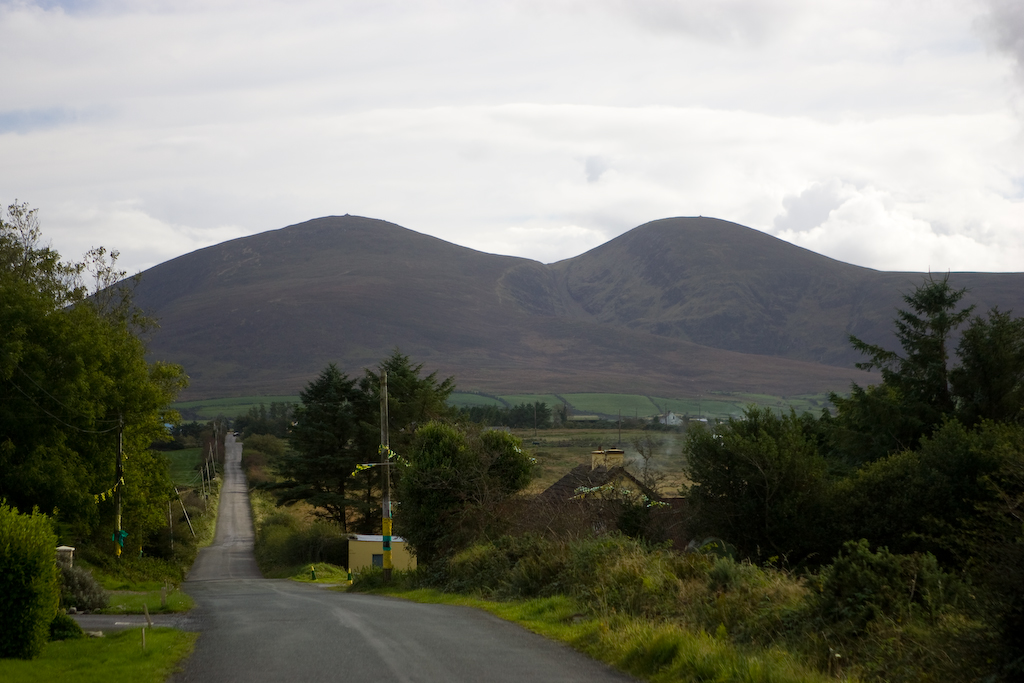
Paps of Anu, Ierland
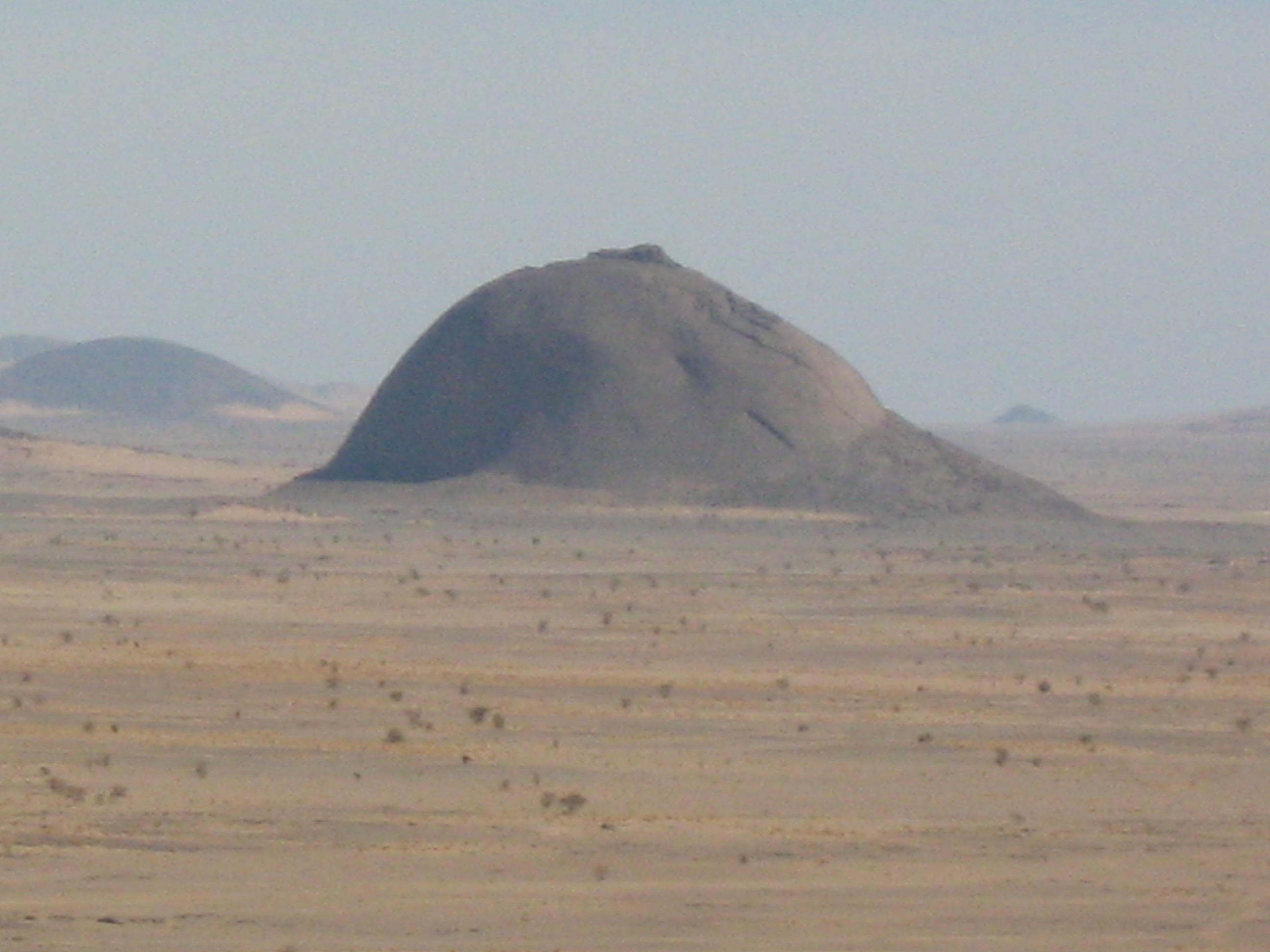
Borstvormige heuvel in de Westelijke Sahara
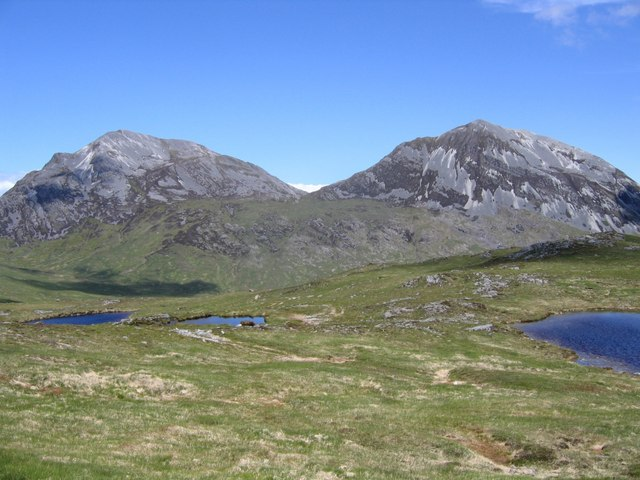
Paps of Jura, Jura, Schotland
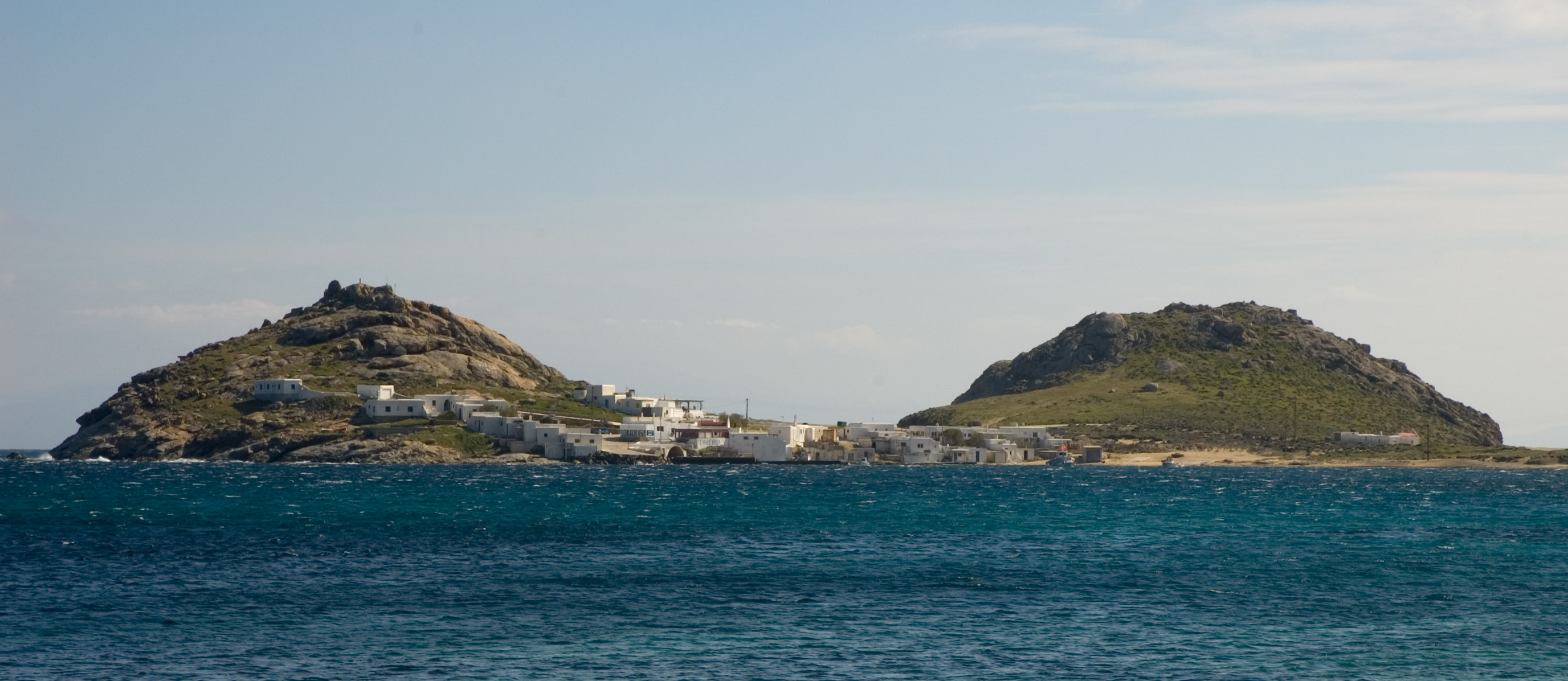
De borsten van Aphrodite, Mykonos, Griekenland
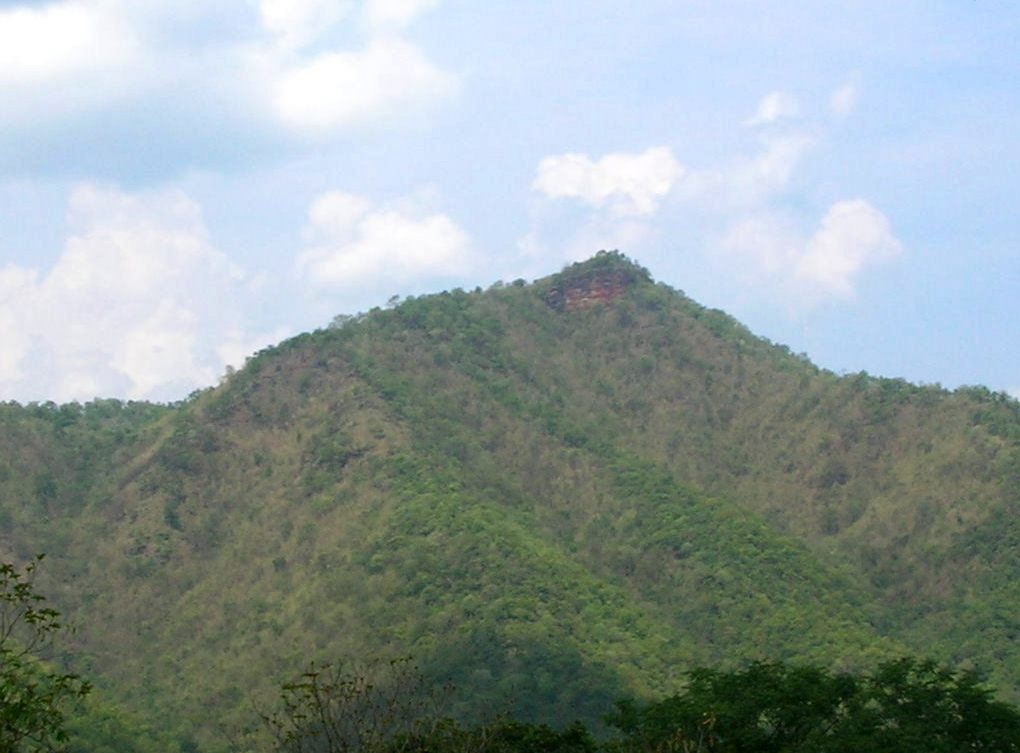
Khao Nom Nang, Changwat Kanchanaburi, Thaïland